# Gody-Turka
Gody-Turka (ukr. Годи-Турка, ros. Годы-Турка) – stacja kolejowa w miejscowości Gody-Dobrowódka i w pobliżu miejscowości Turka, w rejonie kołomyjskim, w obwodzie iwanofrankiwskim, na Ukrainie. Położona jest na linii Lwów – Czerniowce.
Stacja powstała w XIX w., w czasach austro-węgierskich, na drodze żelaznej lwowsko-czerniowiecko-suczawskiej, pomiędzy stacjami Korszów i Kołomyja. Przed II wojną światową stacja nosiła już obecną nazwę.